# NGC 3426
NGC 3426 est une galaxie spirale située dans la constellation du Lion. NGC 3426 a été découverte par l'astronome américain Lewis Swift en 1887.

## Caractéristiques
NGC 3426 est une galaxie du champ, c'est-à-dire qu'elle n'appartient pas à un amas ou un groupe et qu'elle est donc gravitationnellement isolée. Selon la base de données Simbad, NGC 3426 est une galaxie LINER, c'est-à-dire une galaxie dont le noyau présente un spectre d'émission caractérisé par de larges raies d'atomes faiblement ionisés.

### Distance
Sa vitesse par rapport au fond diffus cosmologique est de 6 421 ± 23 km/s, ce qui correspond à une distance de Hubble de 94,7 ± 6,6 Mpc (∼309 millions d'al).
À ce jour, une mesure non basée sur le décalage vers le rouge (redshift) donne une distance d'environ 58,600 Mpc (∼191 millions d'al). Cette valeur est loin à l'extérieur des valeurs de la distance de Hubble. Notons que c'est avec la valeur moyenne des mesures indépendantes, lorsqu'elles existent, que la base de données NASA/IPAC calcule le diamètre d'une galaxie et qu'en conséquence le diamètre de NGC 3426 pourrait être d'environ 49,6 kpc (∼162 000 al) si on utilisait la distance de Hubble pour le calculer.